# Кондратенко Олександр Павлович (науковець)
Олекса́ндр Па́влович Кондрате́нко — доктор технічних наук (1992), професор, полковник у відставці.

## Життєпис
Його батько був військовослужбовцем.
1968 року закінчив з відзнакою Харківську академію протиповітряної оборони імені маршала Радянського Союзу Л. О. Говорова, після чого розпочав службу у відділах бойового застосування. Займав офіцерські посади, брав участь у розробці та модернізації бойових програм (спеціалізований комплекс системи протикосмічної оборони).
1975 року захистив кандидатську дисертацію, лишився працювати при кафедрі приймальних та передавальних пристроїв, працював викладачем, старшим науковим співробітником науково-дослідної лабораторії, від 1983-го — старший викладач Військової інженерної радіотехнічної академії протиповітряної оборони імені маршала Радянського Союзу Л. О. Говорова.
1992 року захистив докторську дисертацію, від 1993-го обіймав посаду професора, згодом начальника кафедри передавальних та приймальних радіопристроїв Харківського військового університету.
1996 року звільнився у запас з лав Збройних сил України, до 2003-го продовжував роботу у Харківському університеті Повітряних сил імені І. М. Кожедуба.
З 2003 року — професор кафедри автомобільної техніки Академії внутрішніх військ МВС України.
Напрями наукових досліджень:
- питання втілення у техніку внутрішніх військ сучасних автомобілебудівних та інформаційних технологій
- питання багатопозиційної адаптивної обробки на фоні адитивних завад різного походження сукупності корисних сигналів.

Брав участь у розробці та випробуванні заводських та державних дослідних зразків озброєння радіотехнічних військ 55Ж6 Небо (РЛС). У 1990-х роках за його керівництва та участі співробітниками Науково-дослідний інститут радіо|московського НДІ радіо був розроблений і випробуваний радіотехнічний комплекс (працював на засадах нетрадиційної радіолокації).
Як науковець опублікував над 200 наукових праць, є автор 41 винаходу.
Під його керівництвом захистили кандидатські дисертації понад 20 ад'юнктів та здобувачів.
Є заступником голів спеціалізованих вчених рад — Харківського університету Повітряних сил, та Академії внутрішніх військ МВС України. Заступник головного редактора збірника наукових праць академії, член редколегії журналу «Честь і закон».
Заохочувався командуванням, відзначений 8 медалями, серед них — «Ветеран військової служби».
З дружиною виховали доньку Марину, тішаться трьома онуками — Костянтином, Маргаритою та Михайлом.